# 百音
百音（もね）は、日本の女性ケータイ小説家。蟹座、A型。本名は非公表。

## 来歴
かつて望んでいた叶わぬ未来を描いた実体験に基づくフィクション『永遠の夢』が携帯サイトで人気となり、2006年12月に竹書房から書籍化。2007年上半期のトーハン単行本・文芸ランキングでベスト10に入るベストセラーとなる。2007年7月には、続編の『永遠の願い』が発売。『永遠の夢』は双葉社からコミック化もされた（全2巻）。2011年4月、集英社の新しいケータイ小説レーベルピンキー文庫の創刊タイトルとして、4年越しで完成させた『心の空』が発表される。最新刊は、2014年6月発売の『月の涙 ～この想いを、キミに。～』。

## 作品

### 書籍化作品
- 永遠の夢（竹書房、2006年12月）ISBN 978-4812429778
- 永遠の願い（竹書房、2007年7月）ISBN 978-4812432136
- 心の空（集英社、2011年4月）ISBN 978-4086600033
- 月の涙 ～この想いを、キミに。～（集英社、2014年6月）ISBN 978-4086601191

### コミック
- 永遠の夢 1（双葉社、2007年10月）画：月島 綾 ISBN 978-4575333442
- 永遠の夢 2（双葉社、2008年2月）画：月島 綾 ISBN 978-4575333541